# Tiefenwärme

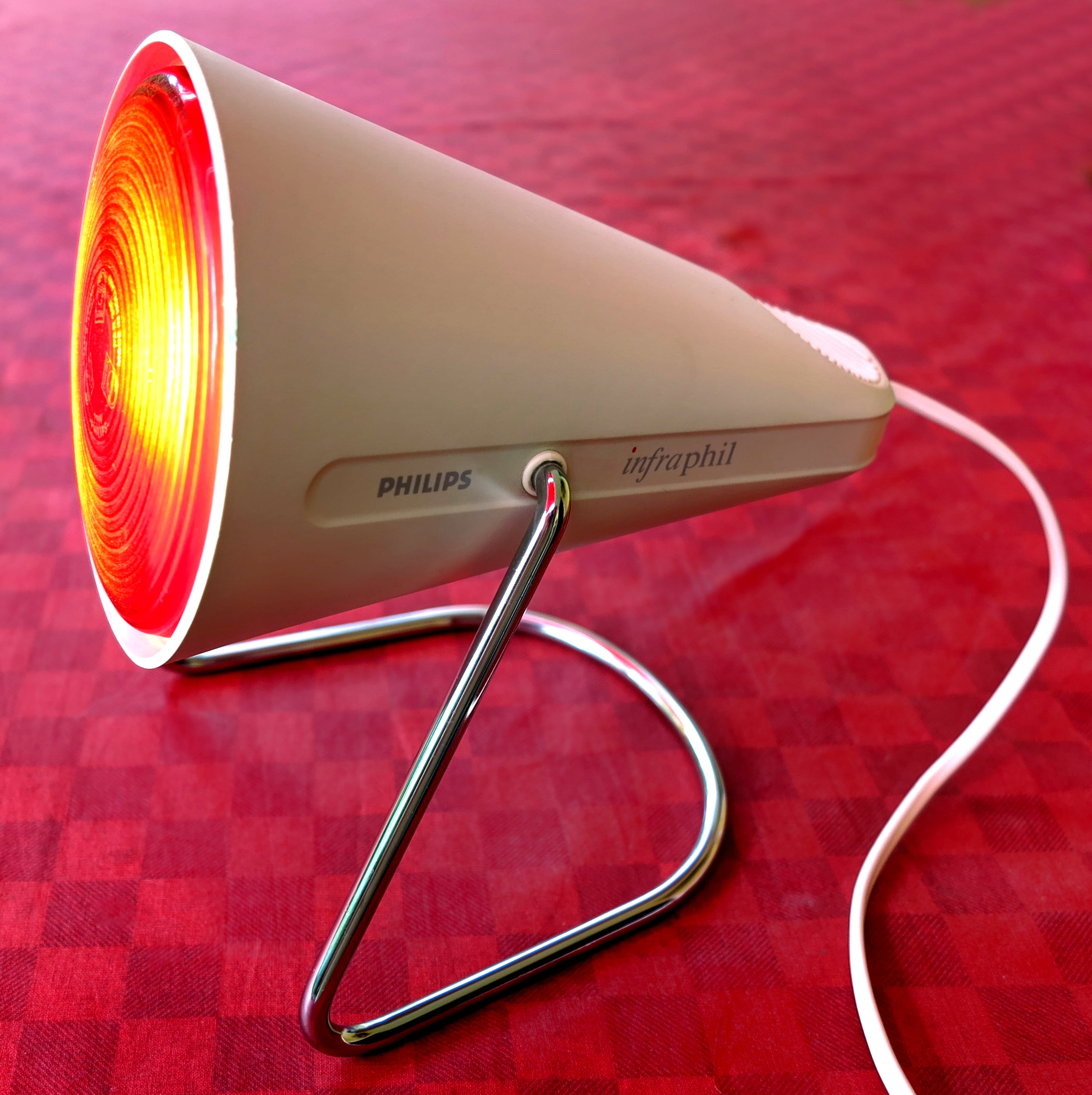
Infrarotlichtlampe

Unter Tiefenwärme versteht man die Anwendung von Wärme am menschlichen Körper. Sie wird durch Infrarotwärmekabine, Infrarotlichtlampen oder Tiefenwärmegeräte abgegeben. Dies geschieht durch Strahlungswärme. Strahlungswärme (auch infrarote Energie genannt) ist eine Energieform, die durch einen Umsetzungsprozess Gegenstände direkt erwärmt, ohne dabei die sie umgebende Luft zu erwärmen.

## Wirkung auf den menschlichen Körper
Die Infrarot-Wärmestrahlung bewirkt eine Erwärmung des tiefer liegenden Gewebes. Der Körper kann hier den Großteil der abgegebenen Infrarotstrahlen absorbieren.
Durch das direkte Aufwärmen des Körpers mit IR-Strahlung gelangen über 80 % der abgegebenen Energie in den Körper, nur ca. 20 % erwärmen die Umgebungsluft. Hieraus resultiert auch die wesentlich effektivere Energienutzung als bei Saunen oder Dampfbädern.
Durch die Tiefenwirkung der IR-Strahlung wird ein wesentlich höheres Schweißvolumen als in der traditionellen Sauna bewirkt, obwohl die Betriebstemperaturen in der Sauna üblicherweise bei 85–100 °C liegen und die Anwendungstemperatur von IR-Wärmesystemen bei nur 50–60 °C liegt. Dabei wird, im Gegensatz zur Sauna, das Kreislaufsystem nicht so sehr durch das Einatmen heißer Luft belastet.
Tiefenwärme wirkt durchblutungs- und stoffwechselanregend.
Es wird unter anderem im Wellnessbereich angewendet und zum Beispiel gegen Cellulite empfohlen.